# Tomasz Moskała
Tomasz Moskała (ur. 5 kwietnia 1977 w Wadowicach) – polski piłkarz.

## Kariera sportowa
Od 2004 roku występował w Cracovii przez większość tego okresu na pozycji napastnika, później pomocnika, a od 2010 roku lewego obrońcy. 9 grudnia 2010 trzydziestotrzyletni wówczas zawodnik przedłużył kontrakt z Cracovią, a nowa umowa miała obowiązywać do końca 2011 roku. 25 stycznia 2011 klub poinformował, iż kontrakt został rozwiązany na życzenie zawodnika.
Karierę sportową rozpoczynał w Beskidzie Andrychów, potem grał również w: BBTS-ie Bielsko-Biała, Ruchu Chorzów, GKS-ie Katowice, Dyskobolii Grodzisk Wielkopolski. Od 2004 do 2011 roku był zawodnikiem Cracovii. W styczniu 2011 jego kontrakt został rozwiązany za porozumieniem stron.
W 2011 roku podpisał kontrakt z klubem Puszcza Niepołomice.
W reprezentacji Polski zadebiutował 10 lutego 2002 roku w wygranym 2:1 towarzyskim meczu z Wyspami Owczymi, w którym zagrał w pierwszej połowie. Był to jego jedyny występ w barwach narodowych.